# 1986 ve sportu
Toto je přehled sportovních událostí z roku 1986.

## Alpské lyžování
Světový pohár v alpském lyžování 1985/86
- Muži

| Velký křišťálový glóbus: - Marc Girardelli |

Malé křišťálové glóbusy:
| Slalom - Rok Petrović | Sjezd - Peter Wirnsberger | Obří slalom - Joël Gaspoz | Super G - Markus Wasmeier |

- Ženy

| Velký křišťálový glóbus: - Maria Walliser |

Malé křišťálové glóbusy:
| Slalom - Erika Hess | Sjezd - Maria Walliser | Obří slalom - Vreni Schneider | Super G - Marina Kiehl |

## Automobilový sport
Formulové závody:
- CART  Bobby Rahal
- Formule 1  Alain Prost
- Formule 3000  Ivan Capelli